# Rhamno-Quercion cocciferae
En fitosociologia, Rhamno-Quercion cocciferae és una aliança que inclou màquies i garrigues pròpies de llocs àrids pel clima o per la poca capacitat de retenció d'aigua del sòl tipus de sòl. Els sòls càrstics, per exemple, són molt menys capaços de retenir aigua que els de natura silícica, pel que poden donar lloc a condicions diferents amb pluviositats semblants. Aquestes màquies formen el mantell marginal sec de l'alzinar (el mantell marginal humit seria sobretot la bardissa), o sigui, la transició entre el bosc i les àrees obertes on per manca de sòl o d'altres causes no pot establir-s'hi l'alzinar. En àrees degrades per l'home, dins del domini de formacions forestals, poden fer-se independents del bosc, com una etapa de la successió. També ho són a les contrades de clima continental poc plujós i relativament fred a l'hivern, on fan la funció de clímax), com la plana de Lleida. Pertany a la classe Quercetea ilicis i presenta característiques intermèdies entre les aliances Oleo-Ceratonion (màquies litorals) i Quercion ilicis (alzinars i boscos afins). Les associacions més representatives són la màquia continental de garric i arçot (Rhamno-Quercetum cocciferae) i la garriga (Quercetum cocciferae).